# Szernuri járás

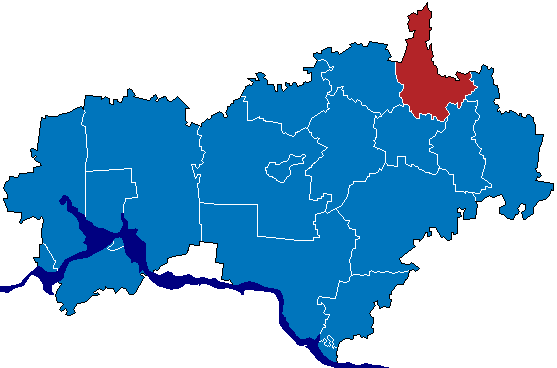
A Szernuri járás Mariföldön

A Szernuri járás (oroszul Сернурский район, mari nyelven Шернур кундем) Oroszország egyik járása Mariföldön. Székhelye Szernur.

## Népesség
- 1989-ben 27 263 lakosa volt.
- 2002-ben 25 280 lakosa volt, melynek 75,3%-a mari, 23,1%-a orosz.
- 2010-ben 25 672 lakosa volt, melynek 76,6%-a mari, 21,4%-a orosz, 0,8%-a tatár.